# Taubenturm (Préchac)

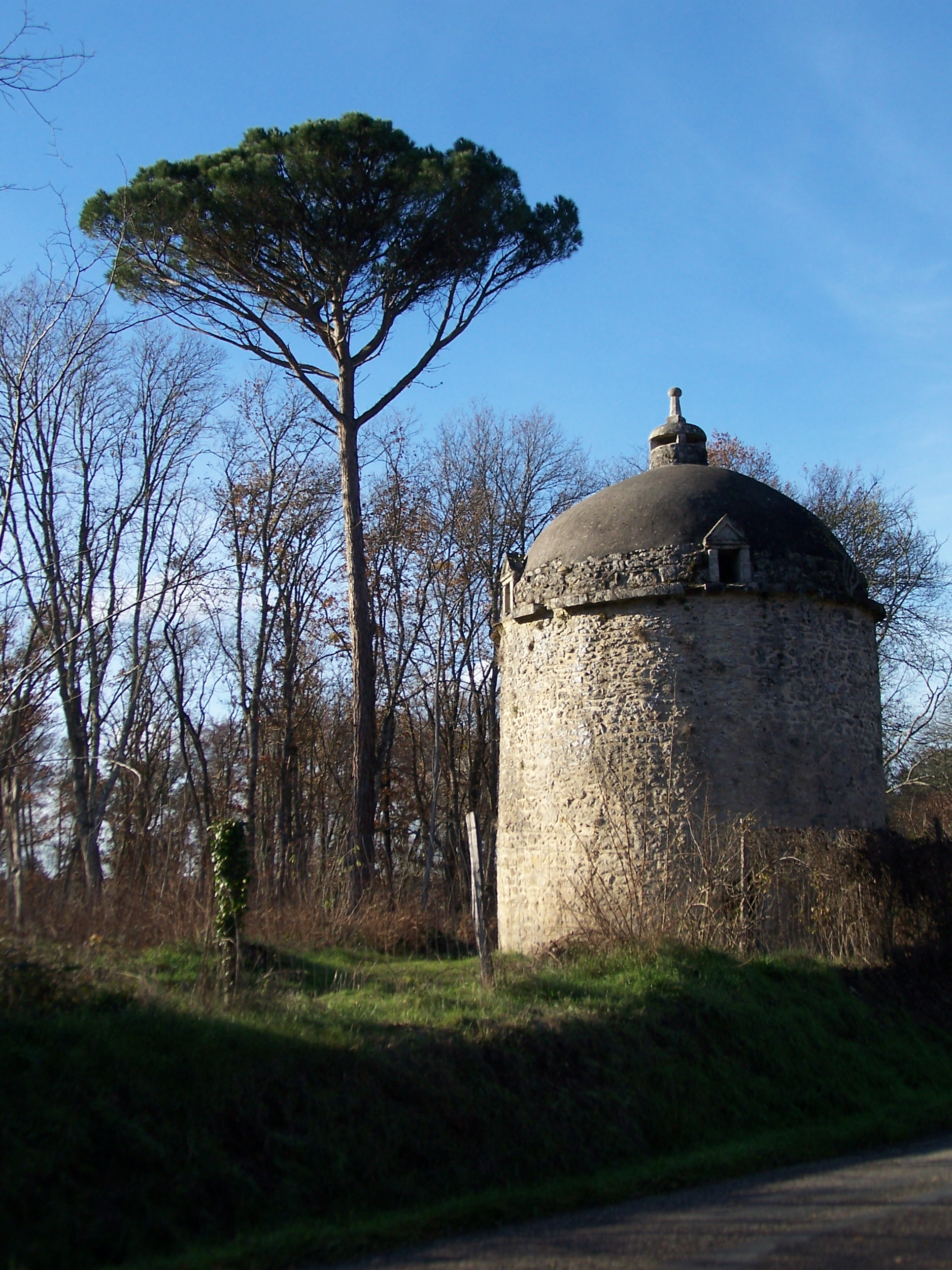
Taubenturm in Préchac

Der Taubenturm (französisch colombier oder pigeonnier) in Préchac, einer französischen Gemeinde im Département Gironde in der Region Nouvelle-Aquitaine, wurde im 17. Jahrhundert errichtet.  
Der runde Taubenturm aus verputztem Kalksteinmauerwerk gehörte ursprünglich zum Schloss Cazeneuve.